# Peter Caddick-Adams
Peter Caddick-Adams (ur. 1960) – brytyjski historyk, były oficer i ekspert w zakresie wojskowości. Autor książek historycznych oraz przewodnik po polach bitew.

## Życiorys
W 1998 obronił doktorat z zakresu historii wojskowości na Cranfield University. Obecnie wykłada na Akademii Obrony Narodowej Zjednoczonego Królestwa. Poza pracą naukową jest przewodnikiem po polach bitew oraz współpracuje między innymi z BBC, jako ekspert do spraw związanych z bezpieczeństwem narodowym oraz historią. Od 2010 członek Królewskiego Towarzystwa Historycznego. 

## Publikacje w języku angielskim
- Monty and Rommel. Parallel Lives, Preface Publishing, 2011.
- Monte Cassino. Ten Armies in Hell, Preface Publishing, 2012.

## Tłumaczenia na język polski
- Monte Cassino. Piekło dziesięciu armii, Znak Horyzont, 2014.